# Liste des maires du Blanc
La liste des maires du Blanc présente la liste des maires de la commune française du Blanc, située dans le département de l'Indre en région Centre-Val de Loire.

## L'hôtel de ville

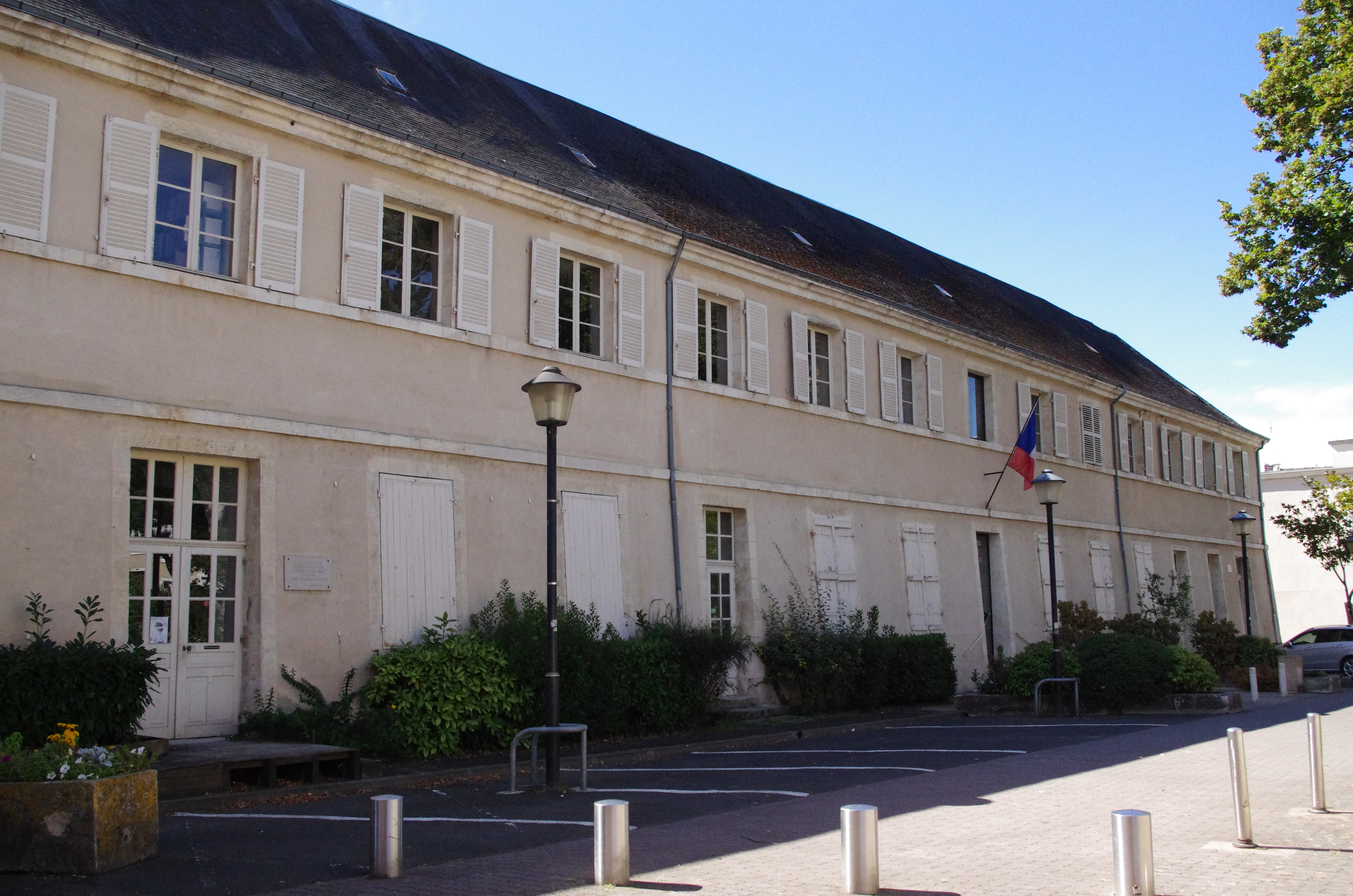
L'hôtel de ville du Blanc en 2012.

### Entre 1790 et 1944
| Période       | Période       | Identité                                        | Étiquette   | Qualité |
| ------------- | ------------- | ----------------------------------------------- | ----------- | --- |
| 1790          | 1790          | Jean Dubrac de La Salle                         |             | Maire de la ville haute |
| 1790          | 1790          | Pierre de Turquet de Mayerne                    |             | Médecin, maire de la ville basse Député extraordinaire du Blanc                                                              |
| 1790          | 1792          | Jean Dubrac de La Salle                         |             | Premier maire élu |
| 1792          | 1796          | Dominique Thomas                                |             | |
| 1800          | 1830          | Pierre Collin de Souvigny                       |             | |
| 1830          | 1847          | Claude Magloire Gustave Bastide de Villemuzault |             | Avocat, propriétaire Ancien adjoint au maire Maire de Douadic                                                                |
| 1847          | 1848          | François Désiré Aimé David                      |             | Substitut du procureur du Roi puis avocat, propriétaire au Tardet (Bélâbre)                                                  |
| 1848          | 1848          | François Resnier                                |             | |
| 1848          | 1848          | Antoine Delajuiveny                             |             | |
| 1852          | 1870          | Joseph Gaudon                                   |             | Médecin |
| 1870          | 1871          | Gabriel Mangin d'Ouince                         |             | Propriétaire |
| 1871          | 1874          | François Désiré Aimé David                      |             | Substitut du procureur du Roi puis avocat, propriétaire au Tardet (Bélâbre) Ancien conseiller général du Blanc (1852 → 1867) |
| 1874          | 1878          | Clément Laurier                                 |             | Avocat Député du Var (1871 → 1876) Député de l'Indre (1876 → 1878)                                                           |
| 1878          | 1880          | Léon Aubier                                     |             | |
| 1880          | 1881          | Pierre Page                                     |             | |
| 1881          | 1882          | Volcy Turlin                                    |             | |
| 1882          | 1884          | Henry Peyrot des Gachons                        |             | |
| 1884          | 1885          | Pierre Page                                     |             | |
| 1885          | 1888          | Pierre Babb                                     |             | |
| 1888          | 1892          | Henry Peyrot des Gachons                        |             | |
| 1892          | 1895          | Georges de Beauregard                           | Républicain | Docteur en droit, propriétaire                                                                                               |
| 1895          | 1896          | Jules Rochoux                                   |             | |
| 1896          | 1899          | Georges de Beauregard                           | Républicain | Docteur en droit, propriétaire Député de l'Indre (1897 → 1898) Conseiller général du Blanc (1896 → 1910)                     |
| 1899          | mai 1900      | Justin Briault                                  |             | |
| mai 1900      | 1906          | Georges de Beauregard                           | Républicain | Docteur en droit, propriétaire Député de l'Indre (1897 → 1898 et 1902 → 1906) Conseiller général du Blanc (1896 → 1910)      |
| 1906          | mai 1908      | Paul Tissier                                    |             | |
| mai 1908      | mai 1912      | Joseph Bléreau                                  |             | Banquier |
| mai 1912      | décembre 1919 | Justin Briault                                  |             | |
| décembre 1919 | 1924          | Georges Boistard                                |             | |
| 1924          | mai 1929      | Théophile Boyer                                 |             | |
| mai 1929      | 1934          | Louis Fruchon                                   | Rad.        | Conseiller d'arrondissement (1931 → 1937)                                                                                    |
| 1934          | 1941          | Pierre Babb                                     |             | Abbé |
| 1941          | octobre 1944  | Désiré Chaussebourg                             |             | Cultivateur Conseiller départemental (1942 → 1945)                                                                           |

### Depuis 1944
Depuis la Libération, huit maires se sont succédé à la tête de la commune.
| Période          | Période                  | Identité             | Étiquette    | Qualité |
| ---------------- | ------------------------ | -------------------- | ------------ | --- |
| octobre 1944     | mars 1959                | Ferdinand Seville    | SFIO         | Cheminot électricien Conseiller général du Blanc (1945 → 1964) |
| mars 1959        | 25 mars 1971             | André Gasnier        | Rad.         | Directeur commercial Conseiller général du Blanc (1964 → 1988) |
| 25 mars 1971     | 22 mars 1977             | Jean-Paul Mourot     | UDR puis RPR | Administrateur de presse Député de l'Indre (3e circ.) (1968 → 1978) Conseiller général de Tournon-Saint-Martin (1974 → 1985)                                                               |
| 22 mars 1977     | 13 mars 1983             | René Thimel          |              | |
| 13 mars 1983     | 26 novembre 2012         | Jean-Paul Chanteguet | PS           | Conseiller économique Député de l'Indre (3e puis 1re circ.) (1988 → 1993 et 1997 → 2017) Conseiller général du Blanc (1988 → 1997) Démissionnaire à la suite de sa réélection comme député |
| 26 novembre 2012 | 27 juin 2015             | Alain Pasquer        | PS           | Professeur d'histoire-géographie retraité, ancien adjoint Conseiller général du Blanc (1997 → 2015) Président de la CC Brenne - Val de Creuse (1998 → 2015) Décédé en fonction             |
| 12 juillet 2015  | 3 juillet 2020           | Annick Gombert       | PS           | Médecin Conseillère régionale (2004 → 2021) Vice-présidente de la CC Brenne - Val de Creuse (2015 → 2020)                                                                                  |
| 3 juillet 2020   | En cours (au 6 mai 2021) | Gilles Lherpinière   | DVC          | Agriculteur éleveur |